# Lagos (Pyrénées-Atlantiques)
Lagos ist eine französische Gemeinde mit 468 Einwohnern (Stand: 1. Januar 2022) im Département Pyrénées-Atlantiques in der Region Nouvelle-Aquitaine (vor 2016: Aquitanien). Sie gehört zum Arrondissement Pau und zum  Kanton Vallées de l’Ousse et du Lagoin (bis 2015: Kanton Nay-Est). Die Einwohner werden Lagosiens genannt.

## Geographie
Lagos liegt etwa 14 Kilometer südöstlich von Pau am Fluss Lagoin. Umgeben wird Lagos von den Nachbargemeinden Beuste im Norden, Lucgarier im Osten und Nordosten, Bordères im Süden sowie Mirepeix im Westen und Südwesten.

## Bevölkerungsentwicklung
| Jahr                      | 1962 | 1968 | 1975 | 1982 | 1990 | 1999 | 2006 | 2013 |
| Einwohner                 | 234  | 212  | 292  | 373  | 510  | 501  | 475  | 474  |
| Quelle: Cassini und INSEE |      |      |      |      |      |      |      |      |

## Sehenswürdigkeiten
- Kirche Saint-Martin, Ende des 19. Jahrhunderts erbaut